# Eustachy Władysław Ihnatowicz Łubiański
Eustachy Władysław Ihnatowicz Łubiański herbu własnego – cześnik oszmiański od 1671 roku, podstarości oszmiański od 1668 roku.
W 1674 roku był elektorem Jana III Sobieskiego z powiatu oszmiańskiego.